# برکدیل
برکدیل (به انگلیسی: Birkdale) یک منطقهٔ مسکونی در بریتانیا است که در ساوت‌پورت واقع شده‌است. برکدیل ۱۲٬۲۶۵ نفر جمعیت دارد.